# Француска Индокина
Француска Индокина (фр. Indochine française, виј. Đông Dương thuộc Pháp), званично Индокинеска унија (фр. Union indochinoise, виј. Liên bang Đông Dương) и након 1947. Индокинеска федерација (фр. Fédération indochinoise, виј. Liên đoàn Đông Dương),  је била део Француске колонијалне империје у југоисточној Азији. Основана је 1887. као федерација три вијетнамска региона: Тонкин (север), Анам (центар), и Кочинчина (југ), као и Камбоџе.
Лаос је укључен 1893, а Квангчоуван 1900. Престоница је премештена из Сајгона (у Кочинчини) у Ханој (Тонкин) 1902. године. Током Другог светског рата, колонијом је управљала Вишијевска Француска и била је под јапанском окупацијом. Почев од маја 1941, Вијетмин, комунистичка војска под вођством Хо Ши Мина, је започела побуну против Француза, познату као Први рат у Индокини.
У Сајгону, антикомунистичка Држава Вијетнам под вођством бившег цара Бао Ђаија је добила независност 1949. Након Женевског споразума из 1954, Вијетмин је преузео власт над Северним Вијетнамом, а влада Бао Ђаија је наставила да влада у Јужном Вијетнаму.

## Историја
Ту Дук из династије Нгујен, од 1848. цар Вијетнама, одлучно је одбио да потпише трговинске уговоре с Француском која је, у време регенства Наполеона III, покушавала учврстити свој положај у југоисточној Азији. Након тога, 1856. Француска отпочиње војну експедицију: 1856. нападају Да Нанг, 1858. главни град Хуе, а 18. фебруара 1859. освајају Сајгон (данас Хо Ши Мин. Из Сајгона војно запоседају југ земље с делтом Меконга.
Вијетнам је 1863. био присиљен да уступи југ земље Француској која га анектира као своју колонију под именом Кохинхин. По завршетку Француско-кинеског рата (1884. - 1885) Французи заузимају и остатак Вијетнама оснивајући протекторате Анам и Тонкинг које остављају под формалном влашћу вијетнамског цара у Хуеу. Индокинеска унија или Француска Индокина сједињавала је Анам, Тонкинг и Кохинхин (који су данас делови државног подручја Вијетнама) и Кмерско краљевство, данашњу Камбоџу.
Том колонијалном царству 1893. припојен је и Лаос, а од 1900. па до фебруара 1943, кад га заузимају Јапанци, под управом француске Индокинеске Уније био је и Кванг-Чоу-Ван, подручје на југу Кине које је било у француском најму.
Током децембра 1940. и јануара 1941. водио се рат између Француске и Тајланда у којем је победио Тајланд. У време Другог светског рата Јапанци преузимају власт, али француске трупе остају у земљи све до марта 1945.
Борба за ослобађање од колонијалне власти водила се током свог времена француске колонијалне владавине, да би врхунац доживела крајем Другог светског рата, када је ослободилачки покрет, предвођен комунистичким Вијетмином, који је водио Хо Ши Мин, а због борбе против Јапанаца имао је подршку САД, након капитулације Јапана прерастао у општенародни устанак против колонијалних власти. Устанак је познат као Коловошка револуција. У Ханоју је 2. септембра 1945. проглашена Демократска Република Вијетнам, а за председника је проглашен Хо Ши Мин.
То је изазвало интервенцију кинеских снага Куоминтанга у северном, те британских и француских у јужном Вијетнаму. Да би уништили новоуспостављену државу, Французи су од 1945. до 1954. водили борбе против вијетнамске војске. Након пораза код Дијен Бијен Фуа 1954. године Француска је приступила мировним преговорима који су окончани на конференцији у Женеви у јулу 1954. Тада су зараћене стране потписале акт о прекиду ватре, а Француска је признала Демократску Републику Вијетнам. Исте године Француска Индокина издваја се из Француске уније, а 20. јуна Индокинеска конференција (позната и под именом Женевска индокинеска конференција) потврђује пуни суверенитет Камбоџе, Лаоса и Вијетнама.

## Наслеђе
Током француске владавине поведена је енергична борба против бројних епидемијских и ендемичних болести, изграђено је готово 3 000 км жељезничких пруга и још далеко већи број километара путева. Подигнут је савремени универзитет и вишеструко је увећана производња риже. Американац Кејлис процењује 1938. да су у Индокини странци уложили 464 000 000 америчких долара, од чега су 384 000 000 отпадала на западни капитал, који је 95% био француски. У раздобљу између два светска рата Француска Индокина постала је трећи извозник риже и каучука на свету. Сваке су се године у Француску одливали големи приходи француских банки и компанија. Вијетнамци су сносили тешке терете, док су француске компаније биле ослобођене обавезе плаћања пореза. Главни гувернер Пасквиер наручио је од једне компаније 450 000 t соли по цени од 4,5 пијастера за 100 kg, док је истовремено управа плаћала вијетнамским произвођачима одређену највишу могућу цену од 2,6 пијастера за 100 kg.
Како би уравнотежили индокинески буџет, који је хранио претерано велик број француских чиновника, Французи су завели монопол опијума, алкохола и соли. Један префект издао је писмено наређење да се у његовом округу сваког месеца обвезно потроши 800 l алкохола. Селима која пуно троше била је предвиђена награда, а онима која недовољно троше казна. Док су се Французи богатили исцрпљујући богатства, домороци су живели у изразитој беди. Готово све њихове насеобине биле су једноставне колибе, изграђене од дрва или блата, покривене сламом. Траке црвеног или жутог папира с натписом на кинеском писму висиле би на зидовима, а дрвени или каткад бронзани украси били су трагови несталог благостања. Од 1900. до 1937. године потрошња риже по становнику Индокине пала је с 262 kg на 182 kg годишње. Само у Кохинхину од 1880. до 1928. производња риже порасла је од 650 000 t на 2 750 000, али истовремено се и извоз из тог дела Вијетнама више него ушестостручио, с 300 000 на 19 000 000 t. Корист од производње имали су првенствено француски експлоататори, а масе народа су гладовале. Раскошне зграде око Малог језера у Ханоју биле су управне зграде или виле француских чиновника, а две трећине градског простора припадало је сиротињи. Било је 10 000 водоводних славина у граду од 400 000 становника.
Док су Французи управљали Хајфонгом, из те су се луке масовно односила природна богатства. Године 1938. кроз Хајфонг је било увезено 207 907 t разне робе; углавном за француске јединице, чиновнике и имућније домороце, те нешто риже за општу потрошњу. Исте је године кроз исту луку било извезено више од 2 000 000 t вијетнамских производа. Од 218 предузећа, која су се те године бавила спољном трговином, 161 је било француско, 24 кинеских, 20 индијских, а свега 13 вијетнамска. Већ 1890-их почели су Французи у близини Хајфонга да ископавају антрацит, 7 500 до 8 000 калорија по килограму. Резерве су се након одласка Француза процењивале на око 300 000 000 t.
У Ђуенг Јену налазила се рафинерија цинка. Хонгајски угаљ копао се уз саму обалу у заливу Ха Лонг. Француска Индокина трошила је веома мало угља, а извозило се око 9/10 производње, која је године 1938. достигла 2 300 000 t. Претпоставља се да су Французи укупно ископали око 60 000 000 t. Током француске владавине земља велепосједника не рачунајући плантаже обухватала је 50% вијетнамске територије, општинска земља коју су већином приграбили велепоседници 10%, земља у поседу 9/10 пољопривредне популације 30%, земља у рукама колониста и мисија 10%. Ови се подаци односе на 5 000 000 ha рижиних поља, али не и на колонијалне плантаже.
Цели Вијетнам је поткрај колонијалног доба бројио свега 4 500 наставника свих степена, на више од 20 000 000 становника. 95% људи било је неписмено. Французи су само у најнижим разредима народних школа допуштали наставу на вијетнамском, а у гимназијама је већ само француски био наставни језик. Просечни Вијетнамац који је успео да пође у школу учио би прве три године на свом матерњем језику, затим попола на вијетнамском и француском, да би у узрасту од 14 година полагао завршни испит искључиво на француском језику. На Индокинеском универзитету, које је у Ханоју отворио Алберт Сарот, никад није било више од 700 студената. Од тога су око 600 били Вијетнамци. С тог универзитета годишње би излазило 10 до 15 лекара, нешто правника и филозофа. Квалитет наставе је био колонијалан, апсолвенти нису смели конкурисати - специјалистима из метрополе. Виша педагошка школа давала је 20 наставника годишње, док 1935. није била сасвим укинута. У последњој колонијалној предратној години у вишим разредима гимназије у целом Вијетнаму налазило се 465 ученика.
Глад је током 1944. и 1945. само у Тонкину покосила готово 2 000 000 људи. На подручју делте Црвене реке око 62% сељачких породица поседовало је мање од 0,36 ha земље, а 20% имало је мање од 0,18 ha. Сељаци су били присиљени на тежак рад у рудницима, плаћен јако ниским надницама. Хонгајски рудници пре Другог светског рата производили су више од 2 000 000 t годишње, од којих се преко 80% извозило. За радни дан бивола плаћало се 4 франка, а за радни дан човека 2 франка. Надница рудара у округу Донг Триеу пала је с 0,7 пијастера године 1930. на 0.38 пијастера 1936, а надница неквалификоване женске раднице у Хајфонгу с 0,31 на 0,17 пијастера у истом раздобљу.
Цена риже у Сајгону пала је с 13,1 пијастера за 100 kg у априлу 1930. на свега 3,2 пијастера у новембру 1933. године. Извоз риже срозао се од 1928. до 1931. од 1 900 000 на 960 000 t. Цене каучука пале су за две године на свега једну петину, а с ценама су падали или практично нестајали мршави приходи изгладнелих индокинеских сељака. Године 1931. француске власти повеле су најокрутнију репресију против домородаца који су се залагали за независност. Comité de Défense des Indochinois, који су у Паризу покренули Роменн Роланд и Франсис Жордан, бележи 1930. године 699 стрељања: 50 у доба Јен Баја, 30 на 1. мај, 40 на годишњицу Октобарске револуције, 115 приликом протеста на годишњицу Кантонске комуне. Исте године било је 2 963 хапшења: 83 угапшених су осуђени на смрт, 546 на доживотни затвор, 795 на временске казне. Од јануара до априла идуће године дошло је до 1 419 нових хапшења. Године 1932. било је око 10 000 индокинеских политичких затвореника у затворима Ханоја, Хајфонга, Винха, Сајгона, у робијашницама на острву Паоло Кондор и у Сон Ла, у логорима смрти у Француској Гвајани.
Дана 20. новембра 1946. француска војска отвара артиљеријску ватру на Хајфонг, убија у њему 6 000 цивила и осваја га. Истог дана ставља под надзор и град Лангсон.